# Iki (Burkina Faso)
Pour les articles homonymes, voir Iki.
Iki est une localité située dans le département de Kossouka de la province du Yatenga dans la région Nord au Burkina Faso.

## Géographie
Iki est situé à environ 4 km au sud du centre de Kossouka, le chef-lieu du département, et de la route nationale 15 ainsi qu'à 12 km au sud-est de Séguénéga.

## Santé et éducation
Le centre de soins le plus proche d'Iki est le centre de santé et de promotion sociale (CSPS) de Kossouka tandis que le centre médical avec antenne chirurgicale (CMA) de la province se trouve à Séguénéga.
Le village possède une école primaire.